# 平野国臣
平野 国臣（ひらの くにおみ）は、日本の武士・福岡藩士､志士。大蔵氏の流れをくむ。通称は次郎、巳之吉。諱は種言、種徳。変名に都甲楯彦、宮崎司、草香江水際、佐々木将監など。贈正四位。

## 概要
攘夷派志士として奔走し、西郷隆盛ら薩摩藩士や真木和泉、清河八郎ら志士と親交をもち、討幕論を広めた。文久2年（1862年）、島津久光の上洛にあわせて挙兵をはかるが寺田屋騒動で失敗し投獄される。出獄後の文久3年（1863年）に三条実美ら攘夷派公卿や真木和泉と大和行幸を画策するが八月十八日の政変で挫折。大和国での天誅組の挙兵に呼応する形で但馬国生野で挙兵するがまたも失敗に終わり捕えられた。身柄は京都所司代が管理する六角獄舎に預けられていたが、禁門の変の際に生じた火災を口実に殺害された。

## 生涯

### 福岡藩士
文政11年（1828年）3月29日、福岡藩足軽・平野吉郎右衛門の二男に生まれる。父・吉郎右衛門は千人もの門人を抱える神道夢想流杖術の遣い手で役務に精勤して士分に取り立てられている。天保12年（1841年）、国臣は足軽鉄砲頭・小金丸彦六の養子になった。
弘化2年（1845年）に江戸勤番を命じられ、江戸に上っている。嘉永元年（1848年）に福岡へ帰国後、小金丸の娘のお菊と結婚し、一男（六平太）をもうける。嘉永4年には宗像大社沖津宮普請のため宗像郡大島（現宗像市）に赴任した。福岡では漢学を亀井暘春、国学を富永漸斎に学び、尚古主義（日本本来の古制を尊ぶ思想）に傾倒する。また、お由羅騒動で薩摩藩から宗像の大島へ亡命していた島津斉彬の側近・北条右門（木村中之丞）と親交を持っている。ペリーが来航した嘉永6年（1853年）に再び江戸勤番になり、江戸で剣術と国学や和歌などの学問に励んだ。さらに水戸藩の会沢正志斎の新論に触れたことで尚古主義は本格的になっており、安政元年（1854年）に帰国する際に古制の袴を着て、古風な太刀を差して出立した。当時の人々の目からはかなり異様な姿で、見送る人々は苦笑したが、本人は得意満面だったという。
安政2年（1855年）に長崎勤務となり、ここで有職故実家・坂田諸遠の門人となり、その影響で国臣の尚古主義はさらに激しいものとなり、福岡に戻ると仲間とともに烏帽子、直垂の異風な姿で出歩くようになった（現代ならば侍の姿で街を歩くようなもの）。これには養家も迷惑し、国臣を咎めるようになり、結局、離縁して平野家へ戻った。この頃に名を「国臣」と称するようになった。また、この時に藩務を辞職して、無役の厄介となっている。この頃に梅田雲浜と出会い、国事についての知識を得た。
国臣の尚古主義は止まず、安政4年（1857年）には藩主に犬追物の復活を直訴し、無礼として幽閉されている。この時に、月代を伸ばしたままにして総髪にした。月代は古制ではないというのが平野の考えであり、後には浪士を中心に総髪が流行ったが、この時期、一応は武士の国臣が月代を置かないのは異様である。国臣は優れた学才とこのような過激な言動から、人望を集めるようになった。

### 志士時代

平野国臣像（福岡市中央区）

安政5年（1858年）6月、島津斉彬の率兵上洛の情報が北条右門から入り、国臣は菊池武時碑文建立願いの名目で上京。ところが7月に斉彬は急死し、率兵上洛は立ち消えとなった。国臣は京で北条右門を通じて斉彬の側近だった西郷隆盛と知り合い、善後策を協議、公家への運動を担当することになった。国臣の志士活動のはじまりである。その後、国臣は藩主への歎願のために福岡へ戻る。
結局、西郷たちの工作は失敗し、幕府から逮捕命令が出された勤王僧・月照を薩摩へ逃そうとするが、藩情が一変して難航。筑前で国臣は月照たちと合流し、供となって薩摩へ向かった。国臣と月照は山伏に変装して、関所を突破し、11月にようやく鹿児島に入った。藩庁は西郷に月照を幕吏へ引き渡すべく、東目（日向国）への連行を命じる。暗に斬れという命令であった。西郷は月照、国臣とともに船を出し、前途を悲観して月照とともに入水してしまう。月照は水死するが、西郷は国臣らに助け上げられた。国臣は追放され筑前へ帰った。
12月に近衛家へ機密文書を返すために再び京へ上る。京では安政の大獄の嵐が吹き荒れていたために、翌正月に備中国連島へ隠れ住んだ。同年12月に下関の豪商・白石正一郎邸へ移る。ここで水戸藩士や薩摩藩士と大老・井伊直弼暗殺計画を話し合った。翌安政6年（1859年）3月、井伊大老暗殺の機が熟したと感じた国臣は堀次郎とともに福岡へ戻り、藩主・黒田斉溥へ大老が暗殺されれば大乱となるから薩摩藩との連携と攘夷のための軍備の充実を求める建白書を提出。3月3日に桜田門外の変が起こり、井伊直弼は水戸藩士と薩摩藩士によって暗殺された。
国臣は下関の白石家で一挙を知り、同志と祝杯をあげた。一方、福岡藩庁は驚愕し、事前に井伊暗殺を知っていた国臣の捕縛を命じた。国臣は捕縛を逃れるために逃避行に出た。薩摩へ入国しようとするが叶わず、9月に肥後国高瀬の松村家に庇護され、久留米の勤王志士・真木和泉と国事を談じる。両者は意気投合して、翌年には国臣は真木の娘のお棹と恋仲になる。
村田新八・有馬新七らの手引きで薩摩へ入ることに成功するが、国父・島津久光は浪人を嫌い、精忠組の大久保一蔵も浪人とは一線を画す方針で、結局、国臣は退去させられることになった。失望した国臣は「わが胸の 燃ゆる思いに くらぶれば 煙はうすし 桜島山」と詠じている。

### 尊攘英断録
肥後の松村家に戻った国臣は後に「人斬り彦斎」の異名を持つ河上彦斎と交流している。福岡藩の探索を察した国臣は河上の手引きで天草へ移り、『尊攘英断録』を著わした。公武合体ではもはや時局に対応できず、薩摩藩など大藩が天皇を奉じて討幕の兵を挙げるべしとの過激な内容であった。真木和泉は大いに感銘し、国臣を訪ねた清河八郎などはこれを島津久光に献じるよう勧めている。
国臣は鹿児島に潜入。大久保に『英断録』を差し出した。大久保は金10両を旅費として与えて帰還させた。薩摩滞在中に村田新八、美玉三平ら急進派と会談し、一挙の成功を確信した。国臣が肥後へ戻ると「島津久光が討幕の兵を挙げる」との噂が広まった。
文久2年（1862年）3月、久光は藩士1,000人を率いて上京の途についた。噂を信じた尊攘浪士が京、大坂に集まり、不穏な情勢となる。国臣そして有馬新七ら誠忠組の急進派もこの機に兵を挙げるつもりでいた。ところが、久光には討幕の意思なぞなく、上洛は公武合体の運動のためだった。4月になって急進派の動きを知った久光は驚き、直ちに鎮撫させるか従わなければ上意討ちするよう命じた。
4月23日、鎮撫に遣わされた奈良原繁、大山綱良ら9人と急進派が寺田屋で斬り合いになり、有馬ら6人が死亡し、他は捕縛され薩摩へ送り返された。（寺田屋騒動）
国臣はこれより前の4月12日に参勤交代の途上で大坂の近くまで来ていた福岡藩主・黒田斉溥へ情勢の不穏と、挙兵への協力を訴える嘆願を提出すべく、藩公行列に出頭していた。驚いた福岡藩の役人はとりあえず国臣を旅館へ案内してもてなしたが、そこへ薩摩藩の捕吏が押し込み国臣を捕縛してしまった。浪人嫌いの久光の命令であった。
国臣は福岡藩へ引き渡され福岡へ送り返されることになった。尊攘志士の間で令名高い国臣はまずは丁重に扱われたが、寺田屋事件で急進派が一網打尽にされるや扱いが一変し、手荒く桝小屋獄の牢屋へ入れられてしまった。

### 生野の変・処刑

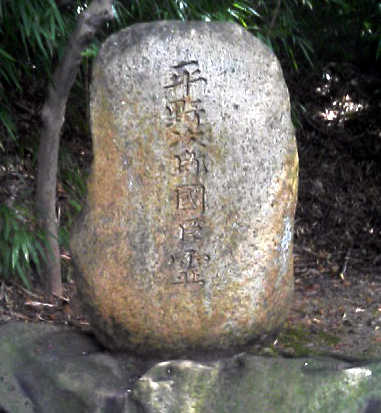
京都霊山護国神社内の国臣の墓

情勢が再び勤王派に有利となった文久3年（1863年）3月に釈放された。この頃、京都では長州藩が攘夷派公卿と結んで朝廷を牛耳り、天誅と呼ばれる暗殺事件が頻発していた。そして、理論家の真木和泉が画策した大和行幸の勅命が下る。天皇の攘夷親征を決行する計画であった。8月16日、京へ上っていた国臣は学習院出仕に任ぜられた。この頃の学習院は三条実美を中心とする攘夷派公卿の政策決定の場となっており、格式も高く足軽身分の国臣としては相当な大抜擢であった。
17日、国臣は三条から中山忠光、吉村寅太郎らの天誅組の制止を命じられた。天誅組は大和国五条天領の代官所を襲撃して挙兵していたのである。19日、国臣は五条に到着するが、その前日の8月18日に政局は一変してしまっていた。会津藩と薩摩藩が結託して政変を起こし、長州藩を退去させ、三条ら攘夷派公卿を追放してしまったのである（八月十八日の政変）。
急ぎ京へ戻るが、すでに京の攘夷派は壊滅状態になっていた。国臣は未だ大和で戦っている天誅組と呼応すべく画策。故郷の福岡藩で活動していた筑前勤王党の月形洗蔵や鷹取養巴らを訪ね、出奔して共に決起することを求めたが月形らに断られたことで、国臣は月形洗蔵ら5名に永訣状を送って、その不甲斐なさを批判している。
その後、但馬国の志士北垣晋太郎と連携して、生野天領での挙兵を計画した。周防国三田尻へ赴き、長州藩に庇護されていた攘夷派公卿・澤宣嘉を主将に迎え、元奇兵隊総管・河上弥市ら30数人の浪士とともに生野に入った。この時点で天誅組は壊滅しており、国臣は挙兵の中止を主張するが、天誅組の仇を討つべしとの強硬派に押されて挙兵に踏み切った。10月12日に生野代官所は無抵抗で降服。農民に募兵を呼びかけて2,000人が集まり意気を挙げた。
だが、幕府の対応は早く、翌日には周辺諸藩が兵を出動させた。浪士たちは浮足立ち、早くも解散が論ぜられ、13日の夜に主将の澤が逃げ出してしまった。農民たちは騙されたと怒り、国臣らを「偽浪士」と罵って襲いかかった。国臣は兵を解散して鳥取への脱出を図るが、豊岡藩兵に捕縛され、京へ護送され六角獄舎につながれた。

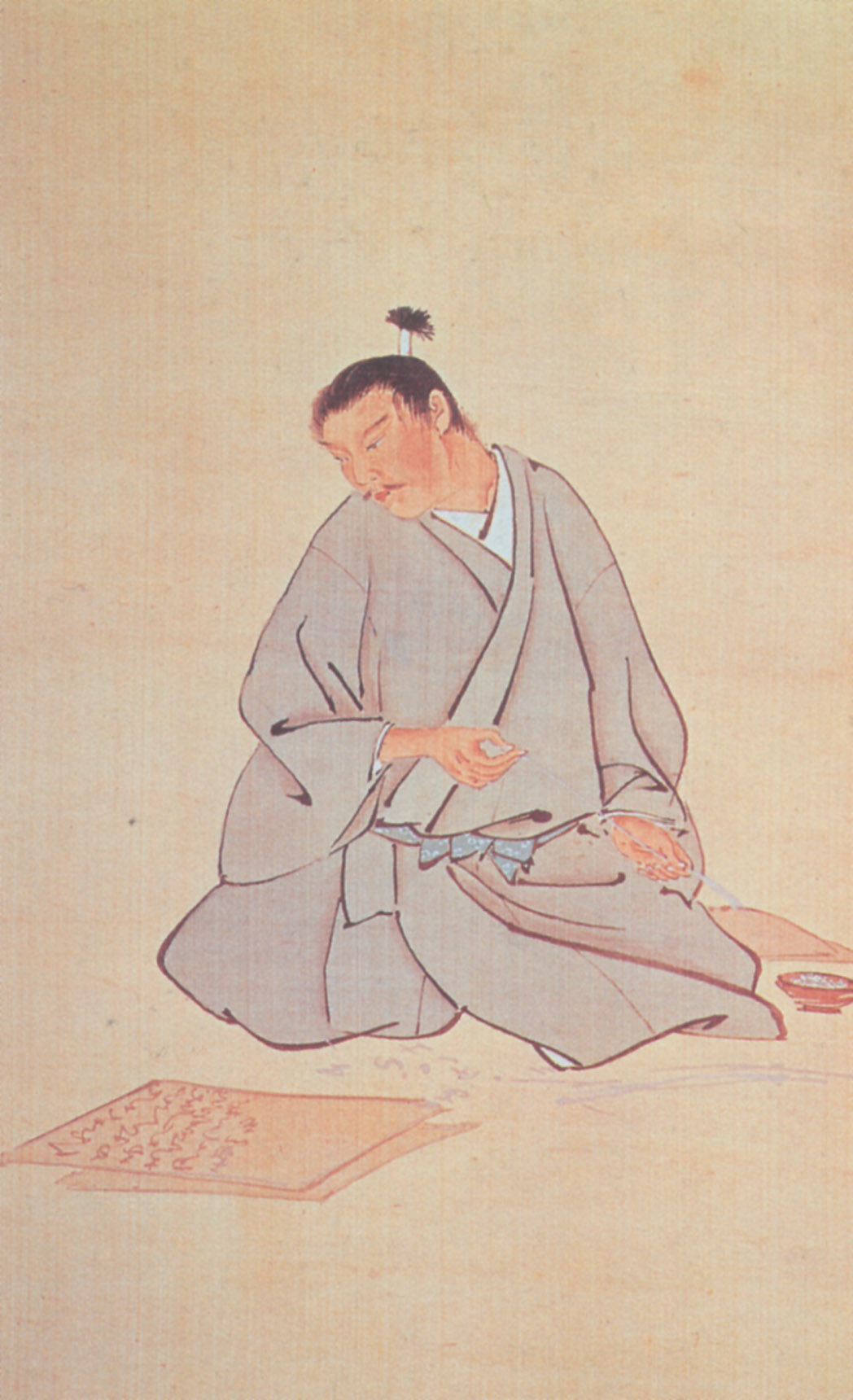
平野国臣

元治元年（1864年）7月、禁門の変を端にして発生した火災（どんどん焼け）は京都市中に広く延焼。獄舎に火が及び、囚人が脱走して治安を乱すことを恐れた京都所司代配下の役人が囚人の処刑を決断。処分は未決状態ではあったが、他の30名以上の囚人とともに斬首された。享年37。明治24年（1891年）、正四位を贈られた。
福岡市中央区の西公園に銅像が、京都市上京区の竹林寺に墓がある。同じく、京都霊山護国神社にも墓碑および石碑が建立されている。
かつて福岡市中央区西公園下にあった藤園「小田部の藤」は平野国臣の親友であった黒田藩の家臣小田部為雄（黒田藩 御藤番）がその死を悼んで、自分の屋敷に藤を植えたのが始まりとされている。現在は跡地である福岡バプテスト教会前庭と、福岡教育大学附属福岡小学校の校庭に数本の藤が現存している。
国臣の生家があった場所のすぐ近くに国臣を祀る平野神社（福岡市中央区今川1丁目）がある。
福岡市早良区の福岡市博物館には平野国臣の横笛が二本展示してある。

## 登場作品
テレビドラマ
- 『田原坂』（1987年、日本テレビ年末時代劇スペシャル　演：荒木しげる）
- 『翔ぶが如く』（1990年、NHK大河ドラマ　演：野崎海太郎）
- 『西郷どん』（2018年、NHK大河ドラマ　演：おおたけこういち）